# Warmsen
Warmsen là một đô thị ở huyện huyện Nienburg, trong bang Niedersachsen, nước Đức. Đô thị Warmsen có diện tích 81,61 km².